# Tetranychus cocosi
Tetranychus cocosi är en spindeldjursart som först beskrevs av McGregor 1950.  Tetranychus cocosi ingår i släktet Tetranychus och familjen Tetranychidae. Inga underarter finns listade i Catalogue of Life.